# 延迟和中断容忍网络
延迟和中断容忍网络（DTN）是一种计算机网络体系结构，又称容迟网络，旨在解决可能缺乏连续网络连接的异构网络中的技术问题。例如在移动的终端间、极端地面环境中、空间中规划的网络。
最近，随着國防高等研究計劃署（DARPA）为许多DTN项目提供资金支持，延迟容忍网络这一术语在美国已获得支持。在DTN网络中，由于无线电范围的限制、移动节点的稀疏性、能源资源、攻击和噪声，链路可能会发生中断。 

## 历史
在20世纪70年代，由于计算机尺寸的减小 ，研究人员开始开发用于非固定位置的计算机之间的路由技术。  虽然自组织路由领域在整个20世纪80年代都处于非活动状态，但随着移动自组织网络 （MANET）和车载自组织网络成为人们越来越感兴趣的领域，无线协议的广泛使用在20世纪90年代重振了这一领域。 
在MANET活动的同时（但与之分开），由NASA，MITER和其他组织一同成立了DARPA，以制定行星际互联网 （IPN）的提案。  互联网先驱Vint Cerf和其他人开发了最初的IPN架构，其涉必要的及应对深空通信的重大延迟和数据包损坏的网络技术。  2002年， Kevin Fall开始将IPN设计中的一些想法应用于地面网络，并创造了延迟容忍网络和DTN首字母缩写词。  2003年SIGCOMM会议上发表的一篇论文给出了DTN的动机。   2000年代中期，人们对DTN的兴趣日益增加，其中包括越来越多关于延迟容忍网络的学术会议 ，以及将传感器网络和MANET对DTN的工作结合起来的兴趣日益浓厚。  该领域对经典的自组织网络和延迟容忍网络算法进行了许多优化，并开始研究在传统计算机网络中很好理解的安全性，可靠性，可验证性和其他研究领域等因素。

## 路由
将数据从源传输或路由到目的地的能力是所有通信网络必须具备的基本能力。  延迟和中断容忍网络（DTN）的特点是缺乏连接性，导致缺乏即时的端到端路径。  在这样具有挑战性的环境中，流行的自组织路由协议如AODV 和DSR 无法建立路由。  这是因为这些协议试图首先建立完整的路由，然后在路由建立之后转发实际数据。  然而，当难以或不可能建立实时端到端路径时，路由协议必须采用“存储和转发”方法，其中数据被递增地移动并存储在整个网络中，并期望它能最终到达其目的地。     用于最大化消息成功传输概率的常用技术是复制消息的许多副本，期望有一份能够成功到达其目的地。   这仅适用于拥有相对于预期流量大的多的本地存储和节点间带宽的网络。  而在许多常见的问题空间中，通过最大限度地利用可用的非计划转发机会，提高效率和缩短交付时间可以抵消这种低效率。  在其他情况下，在可用存储和节点间吞吐量机会受到更严格约束的情况下，需要更具区别性的算法。 

## 其他问题

### 捆绑协议
为了在DTN中提供算法和应用程序开发的共享框架， RFC 4838和RFC 5050于2007年发布，用于定义在中断网络上运行的软件的通用抽象。  通常称为捆绑能协议(Bundle Protocol)，该协议将一系列连续数据块定义为捆绑(bundle)  - 其中每个bundle包含足够的语义信息，以允许应用程序在单个块可能未收到的情况下进行。  通过各种网络传输技术（包括基于IP和非IP的传输），在参与节点之间以存储和转发方式路由捆绑包。  在其本地网络上承载bundle的传输层称为束汇聚层。  因此，捆绑架构作为一个覆盖网络运行 ，提供基于端点标识符 （EID）和粗粒度服务产品的新命名体系结构。 
使用捆绑的协议必须利用应用程序级首选项来通过网络发送捆绑包。  由于延迟容忍协议的存储和转发性质，延迟容忍网络的路由解决方案可以受益于应用层信息的暴露。  例如，如果必须完整地，快速地或者没有分组延迟的变化地接收应用数据，则需要影响网络调度。  捆绑协议将应用程序数据收集到捆绑包中，这些捆绑包可以通过异构网络配置发送，并提供高级服务保证。  服务保证通常由应用程序级别设置， RFC 5050 Bundle Protocol规范包括“批量”，“正常”和“加速”标记。 

### 安全问题
解决安全问题一直是捆绑协议的主要关注点。 
延迟容忍网络的安全问题因环境和应用程序而异，但身份验证和隐私通常很关键。  这些安全保证很难在没有持久连接的网络中建立，因为网络阻碍了复杂的加密协议，阻碍了密钥交换，并且每个设备必须识别其他间歇性可见设备。    解决方案通常是从移动自组织网络和分布式安全研究中修改的，例如使用分布式证书颁发机构和PKI方案。  来自延迟容忍研究团体的原始解决方案包括：1）使用基于身份的加密 ，允许节点接收使用其公共标识符加密的信息; 和2）使用具有闲聊协议的防篡改表; 

## 研究工作
各种研究工作目前正在调查DTN涉及的问题： 
- 延迟容忍网络研究小组 。
- 加州大学伯克利分校的 发展中地区技术和基础设施项目
- 英国皇家理工学院的 Bytewalla研究项目
- 该KioskNet这项课题的研究滑铁卢大学 。
- 位于阿默斯特的马萨诸塞州阿默斯特大学的DieselNet （页面存档备份，存于）研究项目。
- 堪萨斯 大学和兰卡斯特大学的ResiliNets研究计划[] 。
- Haggle欧盟研究项目。
- 在色雷斯德谟克利特大学的 太空互联中心 EU / FP7项目。
- N4C EU / FP7研究项目。
- WNaN DARPA项目。
- 位于TU Braunschweig的EMMA （页面存档备份，存于）和OPTRACOM （页面存档备份，存于）项目
- 赫尔辛基理工大学的 DTN （页面存档备份，存于） 。
- 由法国国家研究机构（ ANR （页面存档备份，存于） ）资助的SARAH （页面存档备份，存于）项目。
- 南布列塔尼大学 （页面存档备份，存于） DoDWAN平台 （页面存档备份，存于）的开发。
- 由法国国家研究机构（ ANR （页面存档备份，存于） ）资助的CROWD （页面存档备份，存于）项目。
- 位于斯德哥尔摩KTH和苏黎世联邦理工学院的PodNet项目。

一些研究工作通过检查空间中捆绑协议的使用来研究跨行业互联网的DTN： 
- 萨里大学的Saratoga （页面存档备份，存于）项目是2008年第一个在英国 -  DMC 灾害监测星座卫星上测试太空束协议的项目。 [13] [14] [15]
- NASA JPL在Deep Impact / EPOXI航天器上的深度撞击网络（DINET）实验。 [16] [17]
- BioServe Space Technologies是首批采用DTN技术的有效载荷开发商之一，它在ISS上使用了CGBA（商用通用生物处理设备）有效载荷， ISS提供计算/通信平台，以实现DTN协议。 [18] [19] [20]
- NASA，ESA利用实验星际互联网从国际空间站测试机器人[21]

## 相关
- 后勤网络
- 信息交换
- 存储和转发